# Eucinostomus gracilis
Eucinostomus gracilis é uma espécie marinha de peixe.